# نويس

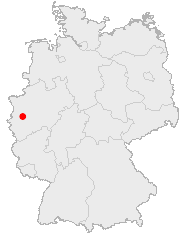
الموقع على الخريطة

نويس (بالألمانية: Neuss) مدينة ألمانية في ولاية شمال الراين - وستفاليا، تقع على الضفة الغربية لنهر الراين بمقابل مدينة دوسلدورف.

## تاريخيا
يعود تأسيس المدينة من قبل الرومان عام 16 قبل الميلاد كحصن عسكري, والمدينة الحالية شمالي الحصن باسم «نوفايسيوم», تتطورت المدينة في العصور الوسطى بفضل موقعها الجغرافي على نهر الراين حيث كان لها ميناء نهري. عام 1586 احتلها الفرنسيون بقيادة الملك لويس الرابع عشر حيث احرقت ودمرت في الحرب الأهلية وبقيت حتى عهد نابليون تحت سيطرة الفرنسيين, وبعدها سقطت بيد مملكة بروسيا وبعد بفكك المملكة انضمت لولاية شمال الراين - وستفاليا عام 1946 حتى الآن.

## معرض صور

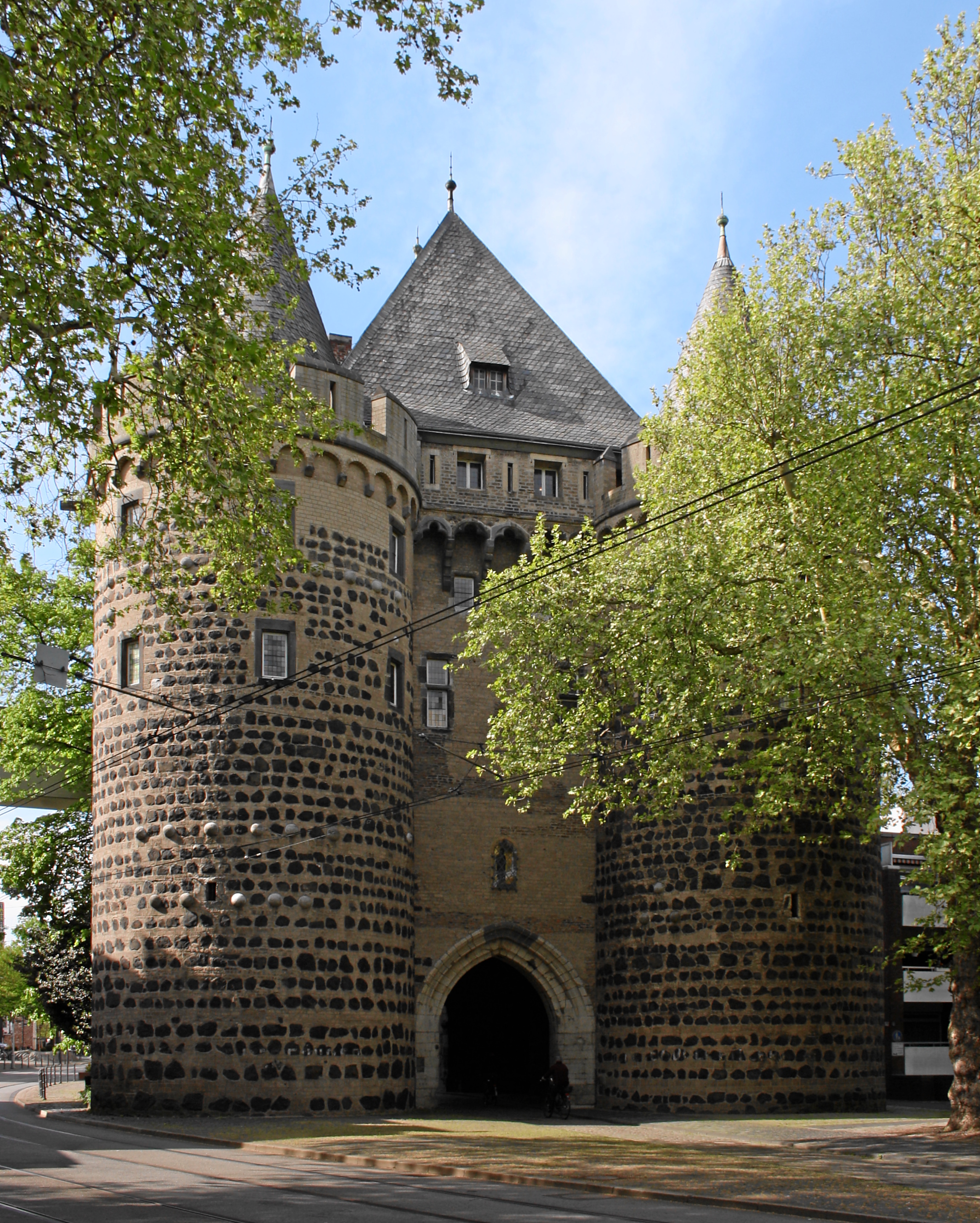
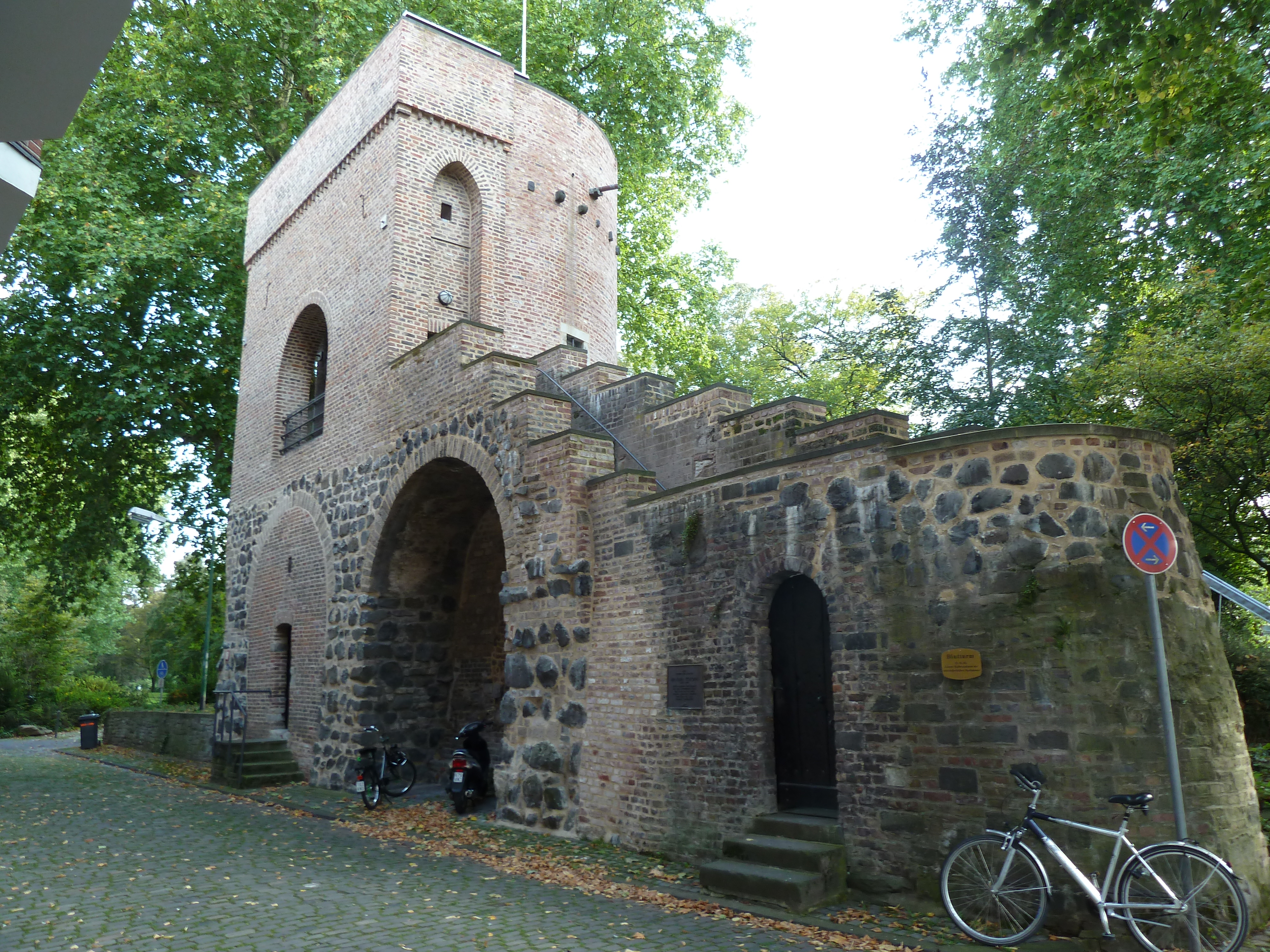
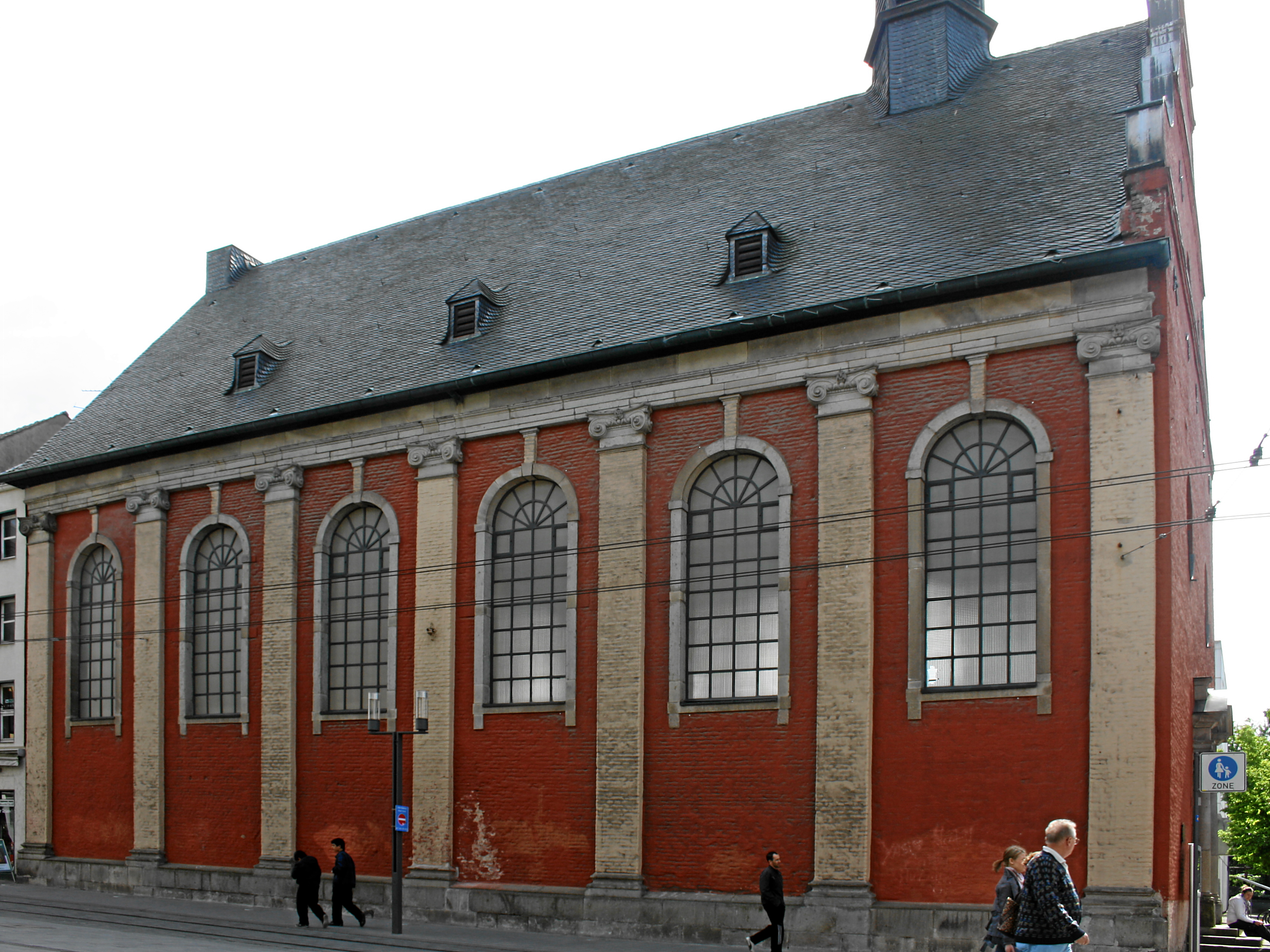
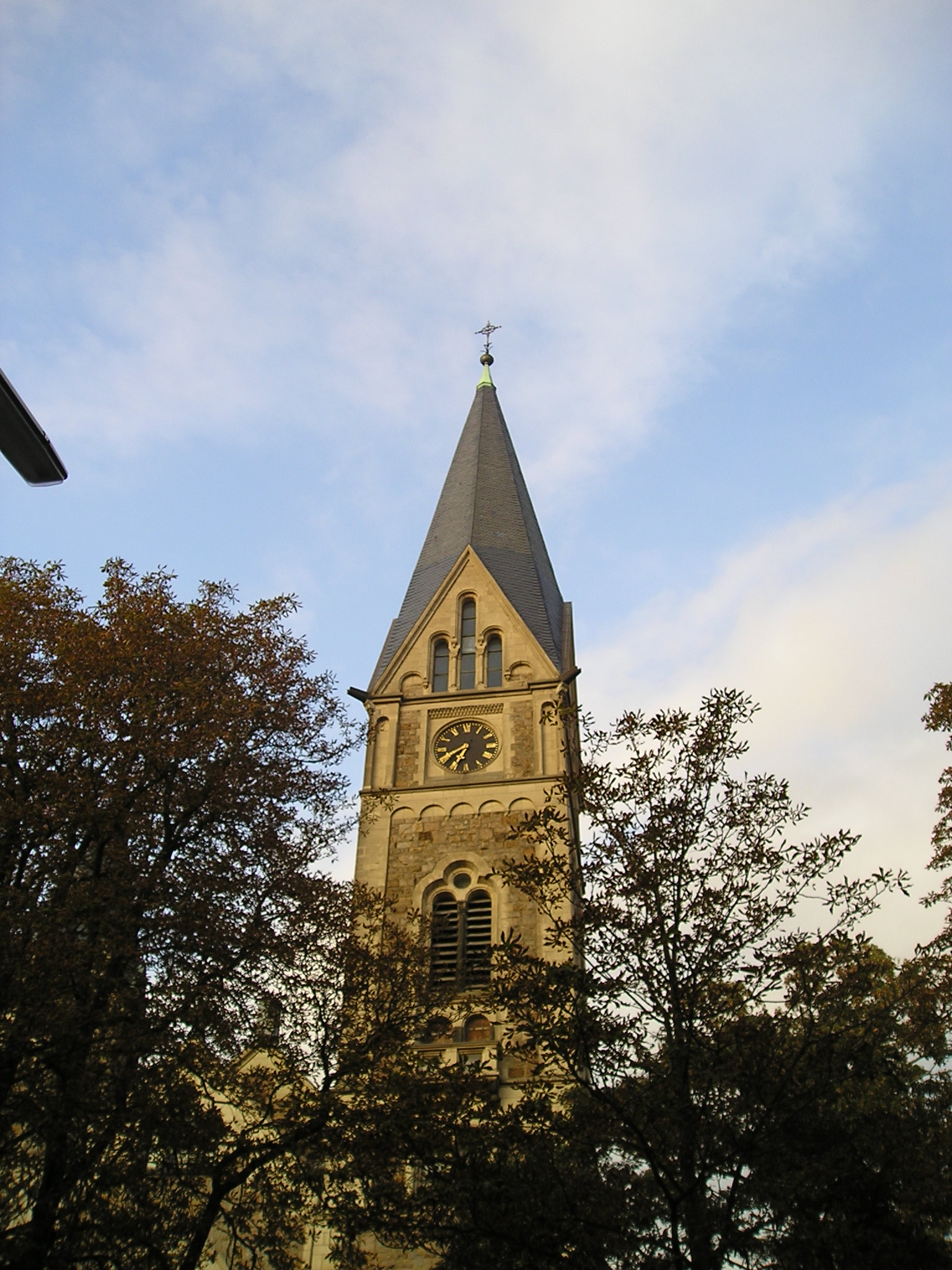
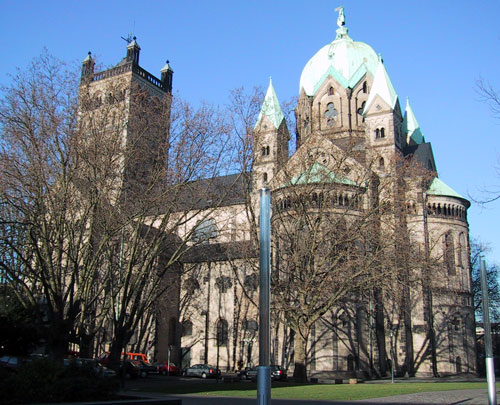

## توأمة
لنويس اتفاقيات توأمة مع كل من:
- بسكوف (1990 - )
- رييكا (1990 - )
- شالون أن شمباني (1972 - )
- سانت بول (1999 - )
- نوشهر (2007 - )

## أعلام
- نوربرت هوملت
- ماركوس هوسويلير
- ماركوس كورث
- فريدهيلم فونكل
- داني دا كوستا
- هستر جوناس
- فيرنر هانسن
- توني توريك

## وصلات خارجية
الموقع الرسمي للمدينة (بالألمانية والإنكليزية)